# Learning commons

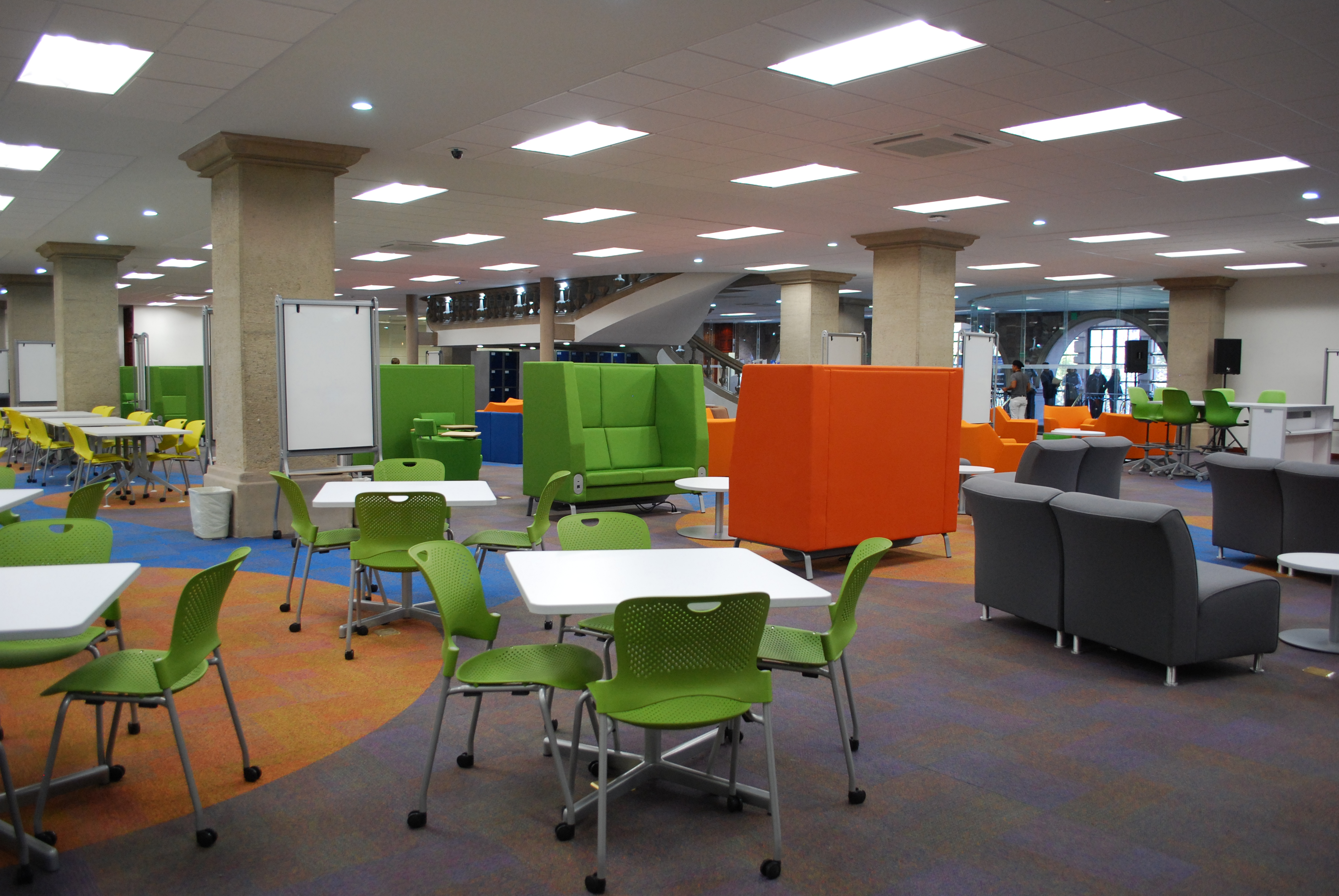
Learning Commons à l'intérieur de la bibliothèque de Tec de Monterrey, Mexico

Les Learning commons, aussi connus sous le nom d'espaces communs d'apprentissage, espaces communs des chercheurs, espaces communs de l'information ou espaces communs numériques, sont des espaces d'apprentissage, semblables aux bibliothèques et aux salles de classe, qui partagent un espace pour les technologies de l'information, l'enseignement à distance ou en ligne, le tutorat, , la collaboration, la création de contenu, les réunions, la socialisation, les jeux et l'étude,. Les Learning Commons sont de plus en plus populaires dans les bibliothèques universitaires et de recherche, et certaines bibliothèques publiques et scolaires ont maintenant adopté ce modèle. L'architecture, l'ameublement et l'organisation physique sont particulièrement importants pour le caractère d'un lieu commun d'apprentissage, car les espaces sont souvent conçus pour être réaménagés par les utilisateurs en fonction de leurs besoins.
Les espaces communs d'apprentissage peuvent également disposer d'outils, d'équipements, d'espaces de fabrication et/ou de services d'édition disponibles pour l'emprunt ou l'utilisation. Avec le "modèle de la librairie", qui est axé sur le service à la clientèle, les bibliothèques sans livres ou numériques, les communs d'apprentissage ou les communs numériques sont fréquemment cités comme un modèle de « bibliothèque du futur ».

## Histoire et développement

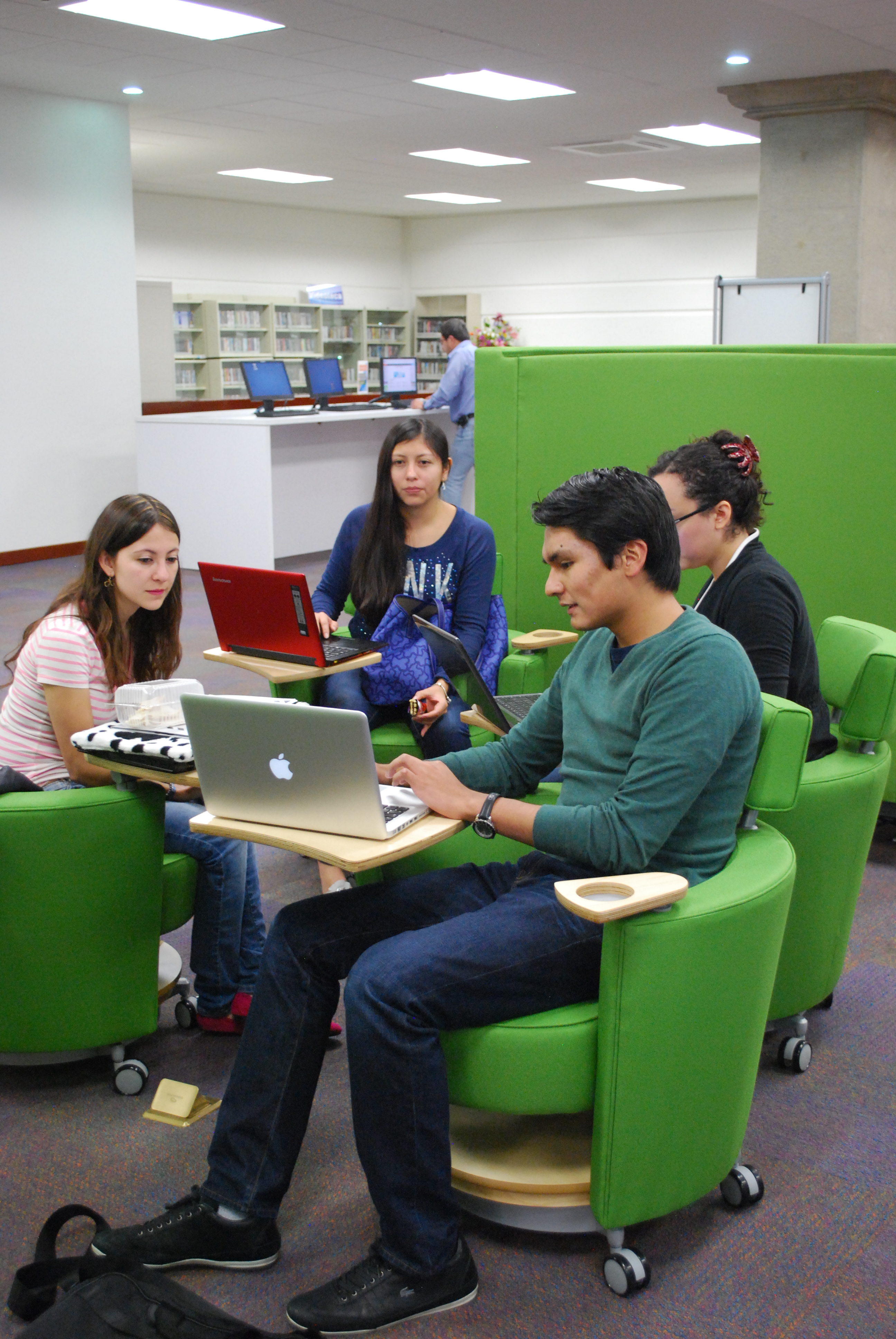
Étudiants apprenant à travailler avec Wikipédia au Learning Commons de Tec de Monterrey, Mexico

Les Learning Commons se sont développés dans les bibliothèques universitaires des États-Unis et d'autres pays depuis le début des années 1990, époque à laquelle ils étaient plus souvent appelés Information Commons. L'Information Arcade de l'Université de l'Iowa (1992) et l'Information Commons de l'Université de Californie du Sud (1994) en sont les premiers exemples. En 1999, Donald Beagle a noté l'émergence de ce nouveau modèle de prestation de services dans les bibliothèques universitaires et a proposé que ce modèle soit caractérisé par l'offre d'un "continuum de services" allant de la recherche d'informations à la création de connaissances originales. Cette approche, souvent appelée "one-stop shopping" ( guichet unique ), pourrait être facilitée, selon Beagle, par l'application de l'alignement stratégique, une approche de gestion adaptée à la planification d'entreprise informatique'. L'utilisation accrue du terme "Learning Commons" est devenue évidente en 2004, lorsque l'université de Californie du Sud a accueilli une conférence nationale intitulée "Information Commons : Espace d'apprentissage au-delà de la salle de classe".
Le livre blanc de M. Beagle pour cette conférence proposait un parcours de développement intitulé "From Information Commons to Learning Commons", basé sur une typologie de changement adaptée de la recherche menée par l'American Council on Education. Ce livre blanc définissait un centre d'information commun comme une bibliothèque centrée sur "...un ensemble de points d'accès au réseau et d'outils informatiques associés situés dans le contexte de ressources physiques, numériques, humaines et sociales organisées pour soutenir l'apprentissage". Un Learning Commons, en revanche, n'était plus centré sur la bibliothèque, mais "...lorsque les ressources du centre d'information sont organisées en collaboration avec des initiatives d'apprentissage parrainées par d'autres unités académiques, ou alignées sur des résultats d'apprentissage définis dans le cadre d'un processus coopératif". Ces définitions ont ensuite été adoptées et développées par Scott Bennett, bibliothécaire émérite de l'université de Yale. Depuis la fin des années 1990, des centaines de Learning Commons se sont développés et ont évolué en réponse aux technologies du Web 2.0 et à l'évolution constante des bibliothèques et des fonctions des bibliothécaires. Les technologies Web 2.0, telles que les blogs, les sites de réseaux sociaux, les sites de partage de vidéos et les applications Web, ont radicalement modifié la manière dont l'information est échangée et utilisée. Un espace commun d'apprentissage prend ces technologies en considération et s'adapte pour fournir les meilleurs services possibles aux nouveaux utilisateurs 2.0 et aux étudiants. Deux raisons majeures poussent l'institution à placer divers services dans la bibliothèque. La première raison est la réduction de l'espace utilisé pour héberger les documents imprimés qui sont peu utiles aux étudiants et aux enseignants par rapport aux ressources numériques rapidement accessibles par le biais des services Internet. La deuxième raison de l'avancée des learning commons est l'emplacement privilégié sur le campus que la plupart des bibliothèques ont réussi à obtenir. La bibliothèque libère souvent de l'espace en désherbant les collections d'imprimés. Un service synergique peut se développer pour soutenir les étudiants avec d'autres départements de services.